# Т2 средњи тенк
T2 средњи тенк (енгл. T2 Medium Tank) је био прототип америчког лаког тенка.

## Корисници
- САД